# François Caron (historien)
Pour les articles homonymes, voir François Caron et Caron.
François Caron, né le 24 mars 1931 à Hazebrouck (Nord), et mort le 14 décembre 2014 à Paris, est un historien économique français. Il est spécialiste de l'histoire économique de la France du XIXe siècle et du XXe siècle.

## Biographie
Diplômé de l’Institut d'études politiques de Paris en 1953, agrégé d’histoire en 1956, attaché de recherche au CNRS en 1965, assistant puis maître assistant à l’université de Nanterre, il soutient en mai 1969 sa thèse de doctorat d’État portant sur « L'histoire de l’exploitation d’un grand réseau de chemin de fer : la Compagnie du chemin de fer du Nord de 1846 à 1937 ». Il est le mari de l'historienne médiéviste Marie-Thérèse Caron.
En octobre 1969 il est nommé professeur d’histoire contemporaine à l’université de Dijon et, en 1976, professeur d’histoire contemporaine à l’université Paris-Sorbonne (Paris IV) où il reste jusqu’à sa retraite en 1998.
L’enseignement et les directions de thèses forment le cœur de ses activités. Il a parallèlement développé une activité d’animation de la recherche le long de deux axes, le premier, au sein du monde universitaire, le second orienté vers le monde de l’entreprise. L’instrument de cette action est le Centre de recherche en histoire de l’innovation, fondé en 1981 par une équipe de jeunes historiens, comme Alain Beltran et Pascal Griset, groupés autour de lui et avec le soutien du Ministère des universités.
François Caron exerce des fonctions dans plusieurs instances universitaires comme la direction de l’UER d’histoire de l’université de Paris IV de mai 1982 à septembre 1986, la direction en tant que chef de la mission scientifique sciences humaines du Ministère des universités d’octobre 1986 à octobre 1987, la création d’un DEA d’histoire des techniques réunissant des équipes de l’EHESS, du CNAM et de Paris VIII, la direction de l’Institut d'histoire moderne et contemporaine de juin 1987 à janvier 1990. Il est Visiting Felow à l’All Souls College à Oxford en 1981.
François Caron dirige aussi plusieurs programmes de recherche nationaux ou internationaux comme « l’innovation dans la chimie française » dans le cadre de l’IHTP, (1984), « L’innovation technologique facteur de changement » dans le cadre de la Commission internationale d’histoire des mouvements sociaux 1981-1984), la « démographie des entreprises » dans le cadre d’une coopération interuniversitaires, de 1990 et 1993 ou encore la direction, de 1989 à 1993, d’un réseau scientifique soutenu par l’European Science Foundation (Fondation européenne de la science) portant sur l’Histoire économique de l’Europe dans l’entre deux guerres. Ce programme a débouché sur la publication de trois ouvrages en anglais concernant l’histoire monétaire, l’histoire sociale et l’histoire des entreprises plus un ouvrage de synthèse intitulé Innovations in the European Economy between the wars, éditions Walter de Gruyter, Berlin, New York, 1995.
Dès les années 1970, il participe activement au lancement de plusieurs associations d’histoire réunissant des universitaires, des dirigeants, des cadres et des syndicalistes d’entreprises. Il en a été pendant de longues années soit le président du conseil scientifique soit le secrétaire général, chargé de mener à bien les programmes de recherche.
François Caron participe en tant qu’historien à la création de l’Institut Georges Pompidou en 1989. Il préside son conseil scientifique jusqu’au début des années 2000. Ses successeurs sont Georges-Henri Soutou, Éric Bussiére, Gilles Le Béguec et Christine Manigand.

## Publications

### Histoire économique
Caron met en lien l'histoire économique et l’histoire des techniques (principalement orientée vers l’histoire industrielle, celles des grands réseaux techniques et celle des entreprises). Il a publié cinq ouvrages :
- Histoire économique de la France : XIXe – XXe siècle, Armand Colin, 1995 (réédition, revue et augmentée, 1999)
- Le résistible déclin des sociétés industrielles, Perrin, 1985 (réed. 1993)[note 1].
- Les deux révolutions industrielles du XXe siècle, Albin Michel, 1997[note 2].
- La dynamique de l’innovation, Changement technique et changement social (XVIe – XXe siècles), Gallimard, 2010.
- Les voies de l'innovation : les leçons de l'histoire, Manucius, 2011

Il participe également à plusieurs ouvrages d’histoire économique, dont notamment :
- Geneviève Hermann et François Caron, FIVES 200 ans de révolutions industrielles, étagèréditions, 2013, 120 p. (ISBN 979-10-90114-02-9, lire en ligne)

### Histoire des chemins de fer
En dehors de sa thèse, publiée en 1973 aux éditions Mouton, Caron a publié une histoire des chemins de fer en France en trois tomes.
- Histoire des chemins de fer en France, Tome 1, 1740-1883, Fayard, 1997 - (Prix Guizot 1998)
- Histoire des chemins de fer en France, Tome 2, 1883-1937, Fayard, 2005
- Histoire des chemins de fer en France, Tome 3, 1937-1997, Fayard, 2017

### Histoire générale
- La France des patriotes (1852-1918), tome 5 de l’Histoire de France dirigée par Jean Favier, Fayard, 1985

## Distinction
- Chevalier de la Légion d'honneur (1994)[4]